# ميدان الكونكورد

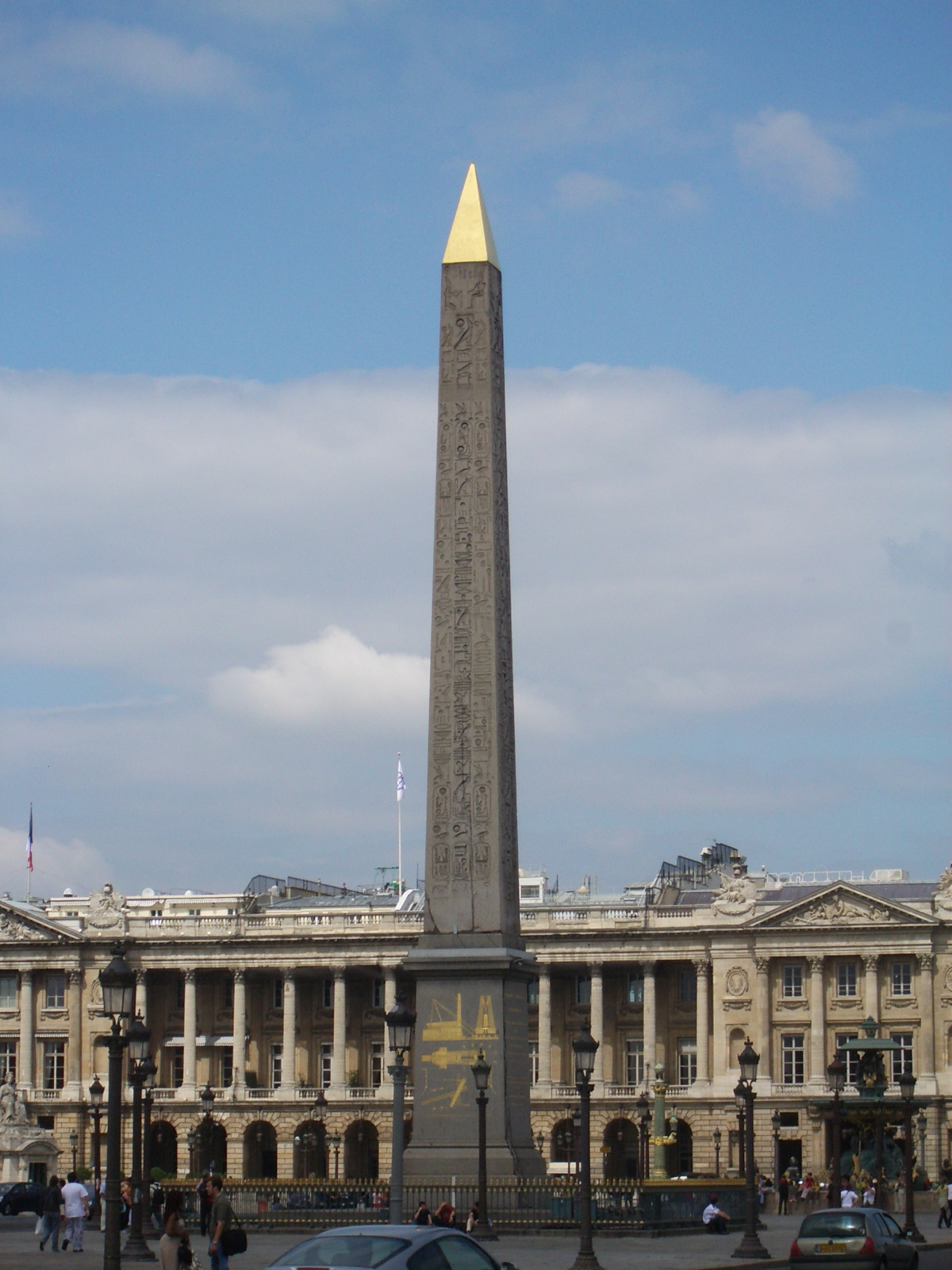
مسلة كليوباترا في باريس بساحة الكونكورد أكبر ساحات باريس

ميدان الكونكورد (بالفرنسية: Place de la Concorde)‏ يعد من أكبر ميادين باريس عاصمة فرنسا.يقع في قلب باريس في نهاية شارع الشانزلزيه (Champs-Élysées) من ناحيته الشرقية. تزينه مسلة مصرية ضخمة. فقد قام الفرنسيون بمجهودات كبيرة في الكشف عن أسرار الحضارة المصرية القديمة. وقد أهدت مصر فرنسا مسلتين من مسلات الملك رمسيس الثاني في معبد الأقصر.
الميدان صممه جاك آنج جابرييل سنة 1755. في الأصل الميدان كان اسمه «ميدان لويس الخامس عشر» (Place Louis XV) وكان يوجد به تمثال له. وبعد قيام الثورة وتحول فرنسا إلى جمهورية نقل التمثال، وسمي الميدان «ميدان الثورة» (Place de la Révolution) وأعدم فيه لويس السادس عشر في 21 يناير 1793.
يعتبر ميدان كونكورد اليوم قلب مركز العاصمة الفرنسيّة، ويضمّ العديد من المحال التّجاريّة إلى جانب المطاعم والمقاهي ومتاجر التّذكارات الّتي يستطيع فيها السّيّاح الحصول على مجسّمات وصور تذكاريّة للعديد من معالم مدينة باريس.

## التاريخ

### التصميم
تم تصميم المكان من قبل آنج جاك جابرييل في عام 1755 بين شارع الشانزليزيه إلى الغرب وحديقة التويلري في الشرق. تم تزيين المنطقة بالتماثيل والنافورات، وتم تسميتهاباسم ساحة لويس الخامس عشر، لتكريم الملك في ذلك الوقت. تعرض الساحة تمثالًا للفروسية للملك، تم تكليفه عام 1748 من قبل مدينة باريس، ونحته في الغالب إدميه بوشاردون [الإنجليزية]، وأكمله جان بابتيست بيغال [الإنجليزية] بعد وفاة بوشاردون.
في الطرف الشمالي، تم تشييد مبنيين حجريين رائعين متطابقين. لا تزال هذه الهياكل مفصولة عن طريق شارع رويال، من بين أفضل الأمثلة على فن العمارة على طراز لويس الخامس عشر. في البداية، كان المبنى الشرقي بمثابة وزارة البحرية الفرنسية. بعد فترة وجيزة من بنائه، أصبح المبنى الغربي المنزل الفخم لدوق أومونت. تم شراؤها لاحقًا من قبل كونت كريلون، التي أقامت عائلتها هناك حتى عام 1907.

### الثورة الفرنسية
خلال الثورة الفرنسية في عام 1789، تمّ هدم تمثال لويس الخامس عشر في فرنسا وأعيد تسمية المنطقة باسم ميدان الثورة. أقامت الحكومة الثورية الجديدة مقصلة في الميدان، وهنا تم إعدام لويس السادس عشر في 21 يناير 1793.
الشخصيات المهمة الأخرى التي أُعدمت بالمقصلة على الموقع، غالبًا أمام حشود مبتهجة، كانت الملكة ماري أنطوانيت، والأميرة إليزابيث من فرنسا، ومدام دو باري، وجورج دانتون، وكامي ديمولان، وأنطوان لافوازييه، وماكسميليان روبسبيار، ولويس أنطوان دي سانت جاست، وأوليمب دو غوج.
في عام 1795، تحت حكومة المديرين الفرنسية، أعيد تسمية الساحة باسم ميدان الكونكورد كبادرة للمصالحة بعد اضطرابات الثورة. بعد استعادة بوربون عام 1814، تم تغيير الاسم مرة أخرى إلى ميدان لويس الخامس عشر، وفي عام 1826 تم تغيير الاسم إلى ميدان لويس السادس عشر. بعد ثورة يوليو 1830، تم إعادة الاسم إلى ميدان الكونكورد، وظلّ كذلك منذ ذلك الحين.

## الوصف

خريطة ميدان الكونكورد

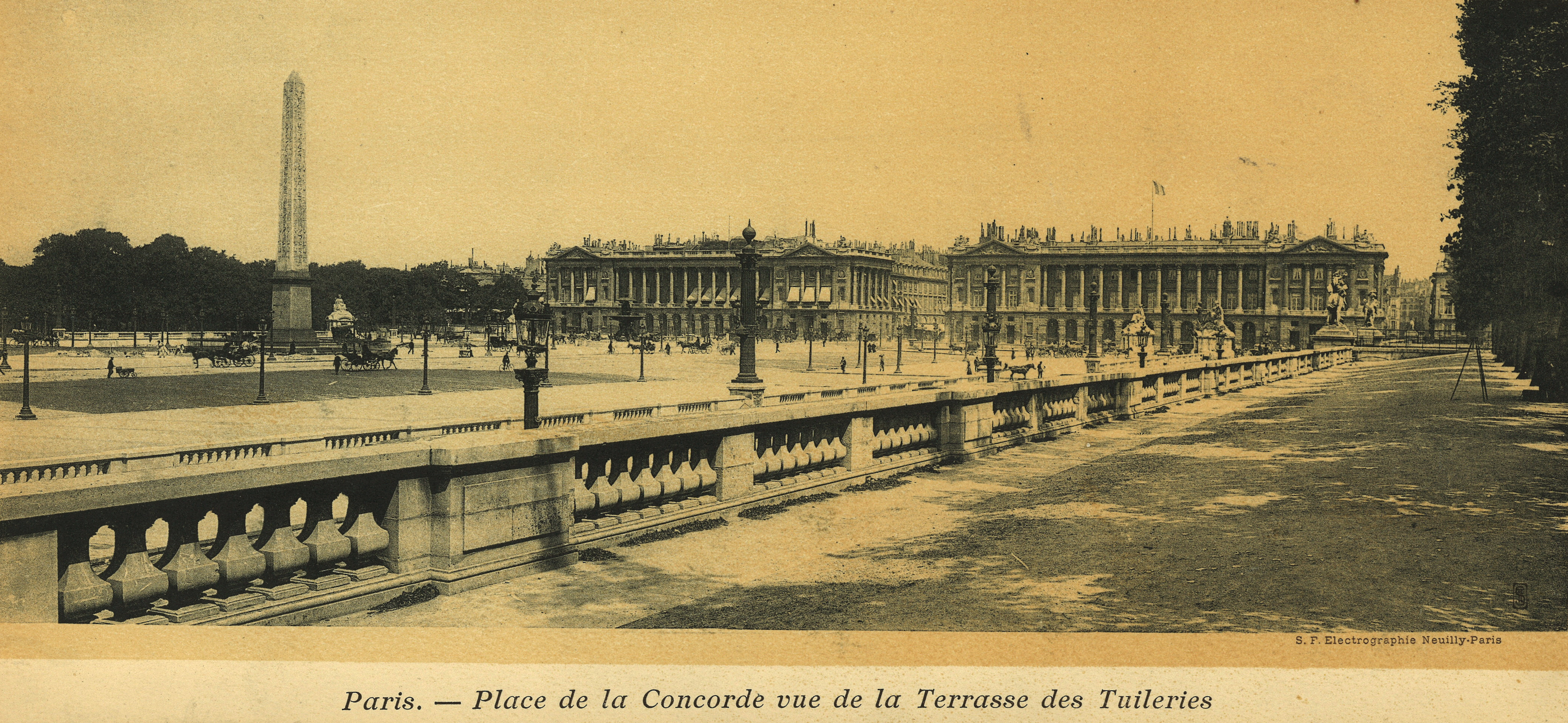
ميدان الكونكورد كما يُرى من شرفة التويلري في 1900

- إلى الغرب من الميدان يوجد شارع الشانزلزيه الشهير.
- إلى الشرق من الميدان توجد حديقة التويلري. يقع المعرض الوطني للعبة الكف ومتحف أورانجيري، وكلاهما في حديقة التويلري، على حدود الميدان
- شمال الميدان: مبنيان حجريان متطابقان يفصل بينهما شارع رويال. يضم الجزء الشرقي وزارة البحرية، وفي الغرب فندق دي كريون. يؤدي شارع رويال إلى كنيسة مادلين. تقع سفارة الولايات المتحدة في زاوية الميدان عند تقاطع شارع غابرييل وشارع بواسي دانجلاس
- الركن الشمالي الشرقي من الميدان هو الطرف الغربي لشارع ريفولي
- جنوب الميدان: نهر السين، وعبره بونت دي لا كونكورد، بناه جان رودولف بيرونيت بين 1787-1790 واتسع في 1930-1932. يقع قصر بوربون، مقر الجمعية الوطنية الفرنسية، عبر الجسر، على الضفة المقابلة للنهر
- في كل زاوية من الزوايا الثمانية للميدان المثمن يوجد تمثال، بدأه المهندس المعماري جاك إيغناس هيتورف، ويمثل مدينة فرنسية:
  - بريست وروان بواسطة جين بيير كورتو
  - ليون ومرسيليا بواسطة بيير بيتيت
  - بوردو ونانت بواسطة لويس دينيس كايويت
  - ليل وستراسبورغ بواسطة جيمس برادير. بعد الحرب الفرنسية البروسية (1870-1871)، عندما فُقدت الألزاس واللورين لصالح ألمانيا، غُطي تمثال ستراسبورغ في المناسبات الرسمية بكريب الحداد الأسود،[12] وغالبًا ما كان يُزين بأكاليل الزهور. لم تنته هذه الممارسة حتى استعادت فرنسا المنطقة بعد الحرب العالمية الأولى.[13]

## أعلام
- لويس السادس عشر ملك فرنسا
- أنطوان لافوازييه